# Бути (Чечня)
Бу́ти (чечен. Бу́тӏи) — село в Шаройском районе Чеченской Республики. Административный центр Бутинского сельского поселения.

## География
Село расположено на правом берегу реки Бутти, в 15 км к северо-востоку от районного центра Химой.
Ближайшие населённые пункты: на юге — село Кенхи, на северо-востоке — село Хиндой, на северо-западе — село Кири.

## История
В 1866—1869 гг. большая часть жителей чеченцы и язык чеченский. Согласно версии приведенной Е. И. Козубским основано выходцами из села Ансалта. До присоединения территории к Российской империи входило в состав общества Технуцал. По данным на 1895 г. входило в состав Зиберхалинское сельского общества Технуцальского наибства Андийского округа Дагестанской области. Село состояла из 61 хозяйства в которых проживало 337 человек (184 мужчины и 153 женщины), основное население аварцы и чеченцы.

## Население
| 2002 | 2010 | 2012 | 2013 | 2014 | 2015 | 2016 |
| ---- | ---- | ---- | ---- | ---- | ---- | ---- |
| 38   | ↗57  | ↗61  | ↗63  | ↘61  | ↘47  | ↘45  |
| 2017 | 2018 | 2019 | 2020 | 2021 | 2023 | 2024 |
| →45  | ↗46  | ↗47  | ↗49  | ↘34  | →34  | ↗47  |

Национальный состав
Национальный состав населения села по данным Всероссийской переписи населения 2010 года:
| Народ   | Численность, чел. | Доля от всего населения, % |
| ------- | ----------------- | -------------------------- |
| аварцы  | 34                | 59,65 %                    |
| чеченцы | 23                | 40,35 %                    |
| всего   | 57                | 100,00 %                   |